# Mark J. Cherry
Mark J. Cherry és professor d'Ètica aplicada a la Universitat St. Edward, d'Austin, Texas. Al seu llibre Kidney for Sale by Owner: Human Organs, Transplantation, and the Market (2005) hi argumenta que els òrgans humans són béns que hom pot vendre i comprar, i que el mercat és la via més eficient i moralment justificada d'obtenir o proporcionar òrgans per als trasplantaments. Es basa en part en el que ell anomena l'autoritat moral de les persones sobre elles mateixes.
Cherry és l'editor del Journal of Medicine and Philosophy, de Christian Bioethics, etc.

## Obres
- Kidney for Sale by Owner: Human Organs, Transplantation, and the Market, Georgetown University Press, 2005. ISBN 1-58901-040-X, 9781589010406